# Chiesa di San Rocco (Busto Arsizio)
La chiesa di San Rocco di Busto Arsizio è una delle quattro chiese appartenenti alla parrocchia prepositurale di San Michele Arcangelo.

## Storia

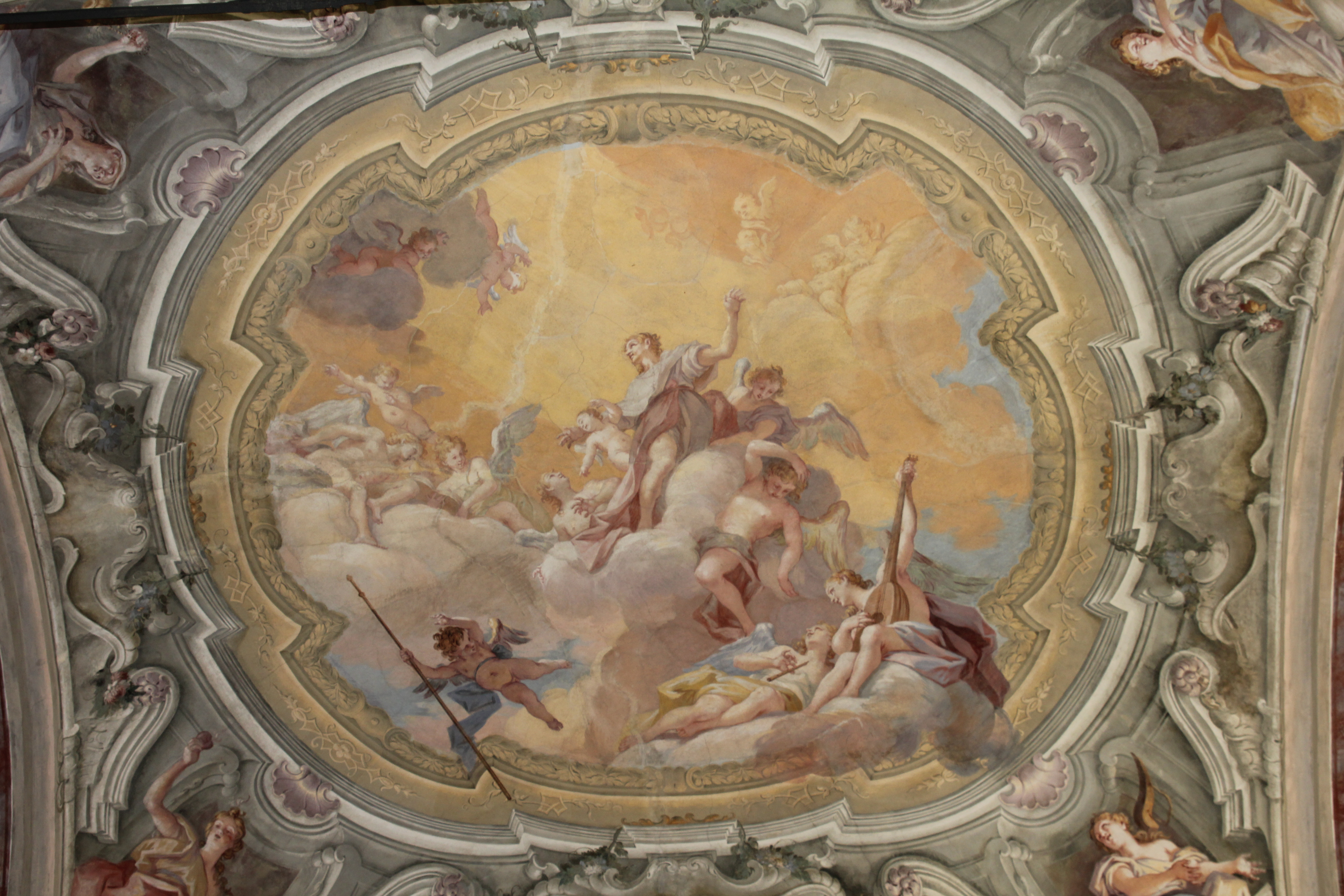
La gloria di san Rocco, dipinta da Francesco Maria Bianchi sul soffitto della navata

La prima cappella risale al 1488: fu eretta dopo l'epidemia di peste del 1485 e dedicata a San Rocco, invocato ausiliatore contro le pestilenze. Sorgeva sul lato opposto della strada di Sciornago (attuale via Lualdi) ed era una cappella molto piccola, con il pavimento sotto il livello della strada, sprovvista di campanile.
Venne ricostruita negli anni tra il 1706 e il 1713 grazie ad offerte minute dei contradaioli su un'area donata dall'avvocato Carlo Visconti. La chiesa, con corpo centrale quadrato è coperta da una bassissima volta a vela di mattoni preceduta e seguita da due brevi volte a botte. La sistemazione del nuovo edificio si protrasse fin oltre il 1730, come dicono sia i documenti d'archivio, sia l'iscrizione posta sulla contrafacciata.
Tra il 1731 e il 1732 fu affrescata da Salvatore e Francesco Maria Bianchi mentre Pietro Antonio Magatti realizzava la pala per l'altare dell'angelo custode, ora in San Michele. Nel 1895 fu compiuta la facciata, di disegno cinquecentesco, con le statue di San Rocco e San Giuseppe. Nel 1909, grazie al decisivo contributo delle sorelle Bottigelli Pajàscia, la chiesa venne allungata e l'altare retrocesso di 7-8 metri. La chiesa è stata restaurata tra il 1979 e il 1982.

## Sagra di San Rocco

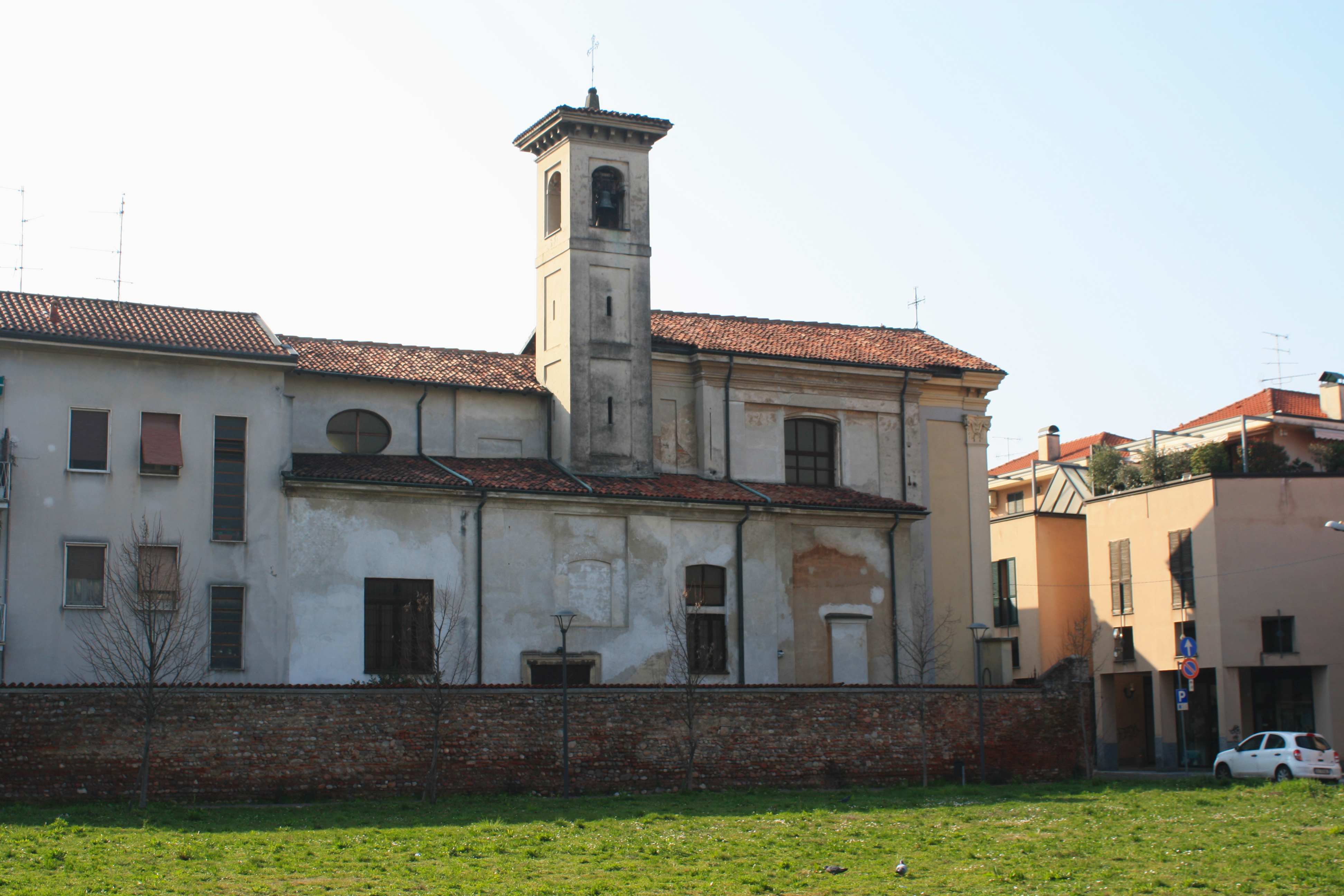
Lato est della chiesa di San Rocco

Un tempo i contadini portavano tutto il bestiame bovino ed equino alla chiesa di San Rocco per la benedizione, mentre oggi si tratta per lo più di animali di compagnia. La Sagra di San Rocco viene celebrata nel mese di settembre e in tale contesto è possibile assaggiare il tradizionale pane di San Rocco.